# Davor Zovko
Davor Zovko, född 28 maj 1965 i Mostar i dåvarande Socialistiska federativa republiken Jugoslavien, är en kroatisk-svensk forskare och heraldiker.

## Biografi
Zovko föddes som son till författaren Ivan Zovko (1932–1987) och hans hustru Branka, född Šunjić. Han avlade gymnasieingenjörsexamen i maskinteknik 1984 i Mostar samt lärarexamen i språk och litteratur vid Universitetet i Mostar 1989. Zovko kom till Sverige 1992 och bosatte sig i Eskilstuna. Han avlade filosofie kandidatexamen i pedagogik 2002 och filosofie magisterexamen i samhälls- och beteendevetenskap vid Mälardalens högskola 2003 samt filosofie licentiatexamen i socialt arbete vid Örebro universitet 2017. Zovkos forskning handlar främst om utvärdering, styrning och utveckling av offentlig verksamhet.

### Heraldik med mera
Sedan mitten av 1990-talet är Zovko verksam som heraldiker och heraldisk konstnär i egen firma. Han har komponerat ett större antal nya heraldiska vapen, varav flera för kända svenskar (t. ex. Edward Blom). Hans heraldiska målningar är publicerade i flera böcker och vapenrullor. Sedan 1999 är Zovko medlem av redaktionen för Skandinavisk Vapenrulla (SVR)och sedan 2000 ledamot av Heraldiska samfundet. Den filosofie magisteruppsats han lade fram 2003 handlade om heraldik och han har hållit föreläsningar och master classes för professionella heraldiker, bland annat i Kroatien, Storbritannien, Danmark och Sverige.
År 2004 utnämndes Zovko till Riddare av Påvliga Heliga gravens orden och var 2003-2007 förste ceremonimästare i ståthållarskapet Sverige. Han tjänstgjorde 2008—2012 som informationsansvarig samt 2012—2016 som ståthållarskapets kansler. Under perioden 2016-2020 var han den förste kanslern för det nya ståthållarskapet Sverige-Danmark. Zovko är sedan juni 2022 statsheraldiker vid Riksarkivet.

### Sång
I mitten av 1980-talet började han studera solosång och har sedan dess varit verksam som frilansande barytonsolist. Som solist har Zovko medverkat vid konserter och gudstjänster i bland annat Bosnien-Hercegovina, Kroatien, Tyskland, Danmark, Storbritannien och Sverige.